# 関西学院大学経済学部
関西学院大学経済学部（かんせいがくいんだいがくけいざいがくぶ、英称:School of Economics）は、関西学院大学に設置されている経済学部である。

## 概要

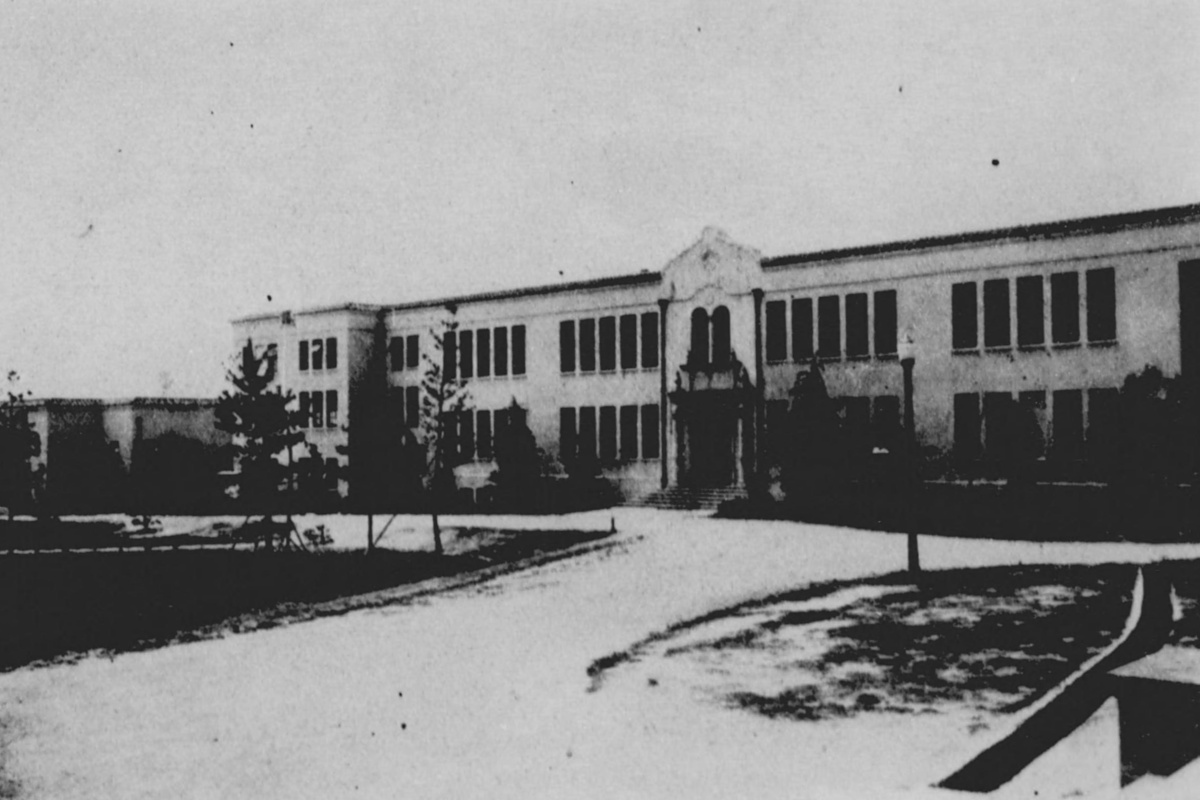
旧商経学部校舎（1935年）

関西学院大学経済学部は、1934年に設立された商経学部を前身とする。1948年の新制関西学院大学発足時に商経学部が改組され設置された。キリスト教主義に立脚し、「倫理観と判断力を持った実践力のある人材の育成」を理念として掲げている。

## 沿革
- 1912年 関西学院高等学部を設立。文科及び商科を設置。
- 1921年 関西学院高等学部商科を高等商業学部に改組。
- 1934年 関西学院大学に商経学部を開設。
- 1948年 新制関西学院大学発足。経済学部設置。

## 学生数
- 入学定員680人

## 著名な出身者

### 政治
- 関芳弘 - 元経済産業副大臣、元環境副大臣
- 永江一仁 - 元衆議院議員、元衆議院議員永江一夫の長男
- 長内繁樹 - 豊中市長、元豊中市副市長
- 東坂浩一 - 大東市長、元三住建設社長
- 横山英幸 - 大阪市長、元大阪府職員

### 経済
- 市川晃 - 住友林業社長、経済同友会副代表幹事、地方制度調査会会長
- 亀岡剛 - 昭和シェル石油グループCEO、元石油連盟副会長
- 黒谷研一 - 元川崎汽船社長
- 真田哲弥 - KLab創業者・元会長兼社長、元サイバード副社長
- 鈴木篤 - エイチ・ツー・オーリテイリング社長
- 田尾和俊 - 元ホットカプセル社長、四国学院大学教授
- 武富正夫 - 第一フロンティア生命社長
- 田中卓 - 元りそな信託銀行社長、元東洋テック社長
- 前田仁 - 元キリンビバレッジ社長、元全国清涼飲料連合会会長
- 村岡寛 - エースコック社長、日本即席食品工業協会理事長、創業者村岡慶二の子
- 村上英三 - 川崎汽船社長、日本船主協会副会長
- 村上一平 - 元日清製粉グループ本社社長、関西学院理事長

### マスコミ
- 熊谷富夫 - NHKプロデューサー
- 脇阪聰史 - 朝日放送グループホールディングス会長、元日本民間放送連盟副会長
- 三澤肇 - 毎日放送記者
- 新堂裕彦 - 毎日放送テレビ制作センター2部長
- 松本清 - 元関西テレビ放送プロデューサー
- 野中章弘 - ジャーナリスト、早稲田大学教授、放送人グランプリ特別賞

### 研究
- 石原俊彦 - 会計学、関西学院大学教授
- 井上琢智 - 経済思想史、元関西学院大学学長、元関西社会人大学院連合副理事長
- 一圓光彌 - 社会福祉学、関西大学名誉教授
- 上村敏之 - 経済学、関西学院大学教授
- 北坂真一 - 経済学、同志社大学教授、日経・経済図書文化賞
- 小寺武四郎 - 経済学、元関西学院大学学長
- 谷崎久志 - 経済学、大阪大学教授、元消費者庁客員主任研究官、村尾育英会学術奨励賞
- 戸田博之 - 会計学、神戸学院大学名誉教授、元日本簿記学会会長
- 冨田俊基 - 財政学、中央大学教授
- 中井英雄 - 経済学、大阪経済法科大学学長
- 野村宗訓 - 経済学、関西学院大学教授
- 林宏昭 -財政学、関西大学副学長
- 樋口進 - 神学、関西学院大学教授
- 三野和雄 - 経済学、京都大学名誉教授、第47代日本経済学会会長
- 村田治 - 経済学、関西学院大学学長、あしなが育英会副会長
- 門田安弘 - 経営学、筑波大学名誉教授、日経・経済図書文化賞
- 山地秀俊 - 会計学、神戸大学教授、日本会計研究学会太田賞
- 柚木学 - 海運史、元関西学院大学学長、日本学士院賞

### 芸能
- 月亭八方 - 落語家、上方お笑い大賞大賞、日本放送演芸大賞奨励賞
- 大成修司 - 俳優、声優
- 大江千里 - シンガーソングライター、ミュージシャン、ジャズピアニスト
- 鈴木マリナ - モデル、DJ、タレント

### アナウンサー
- 村西利恵 - 関西テレビ放送アナウンサー
- 戸石伸泰 - 朝日放送テレビアナウンサー
- 小縣裕介 - 朝日放送テレビゼネラルアナウンサー
- 楠淳生 - 元朝日放送アナウンサー
- 増田一樹 - 元毎日放送アナウンサー
- 小山正人 - 元NHKチーフアナウンサー
- 藤本憲司 - 元NHKアナウンサー
- 田丸一男 - 元NHKアナウンサー
- 多田しげお - 元中部日本放送アナウンス部長
- 道盛浩 - 中国放送アナウンサー

### その他
- 三谷一夫 - 映画プロデューサー、映画24区代表
- 末浦広海 - 小説家、江戸川乱歩賞
- 鴇田正憲 - サッカー選手、メルボルンオリンピックサッカー日本代表主将
- 田淵宏明 - YouTuber、税理士法人Five Star パートナーズ代表